# Danh sách quốc gia châu Âu theo GDP danh nghĩa 2009

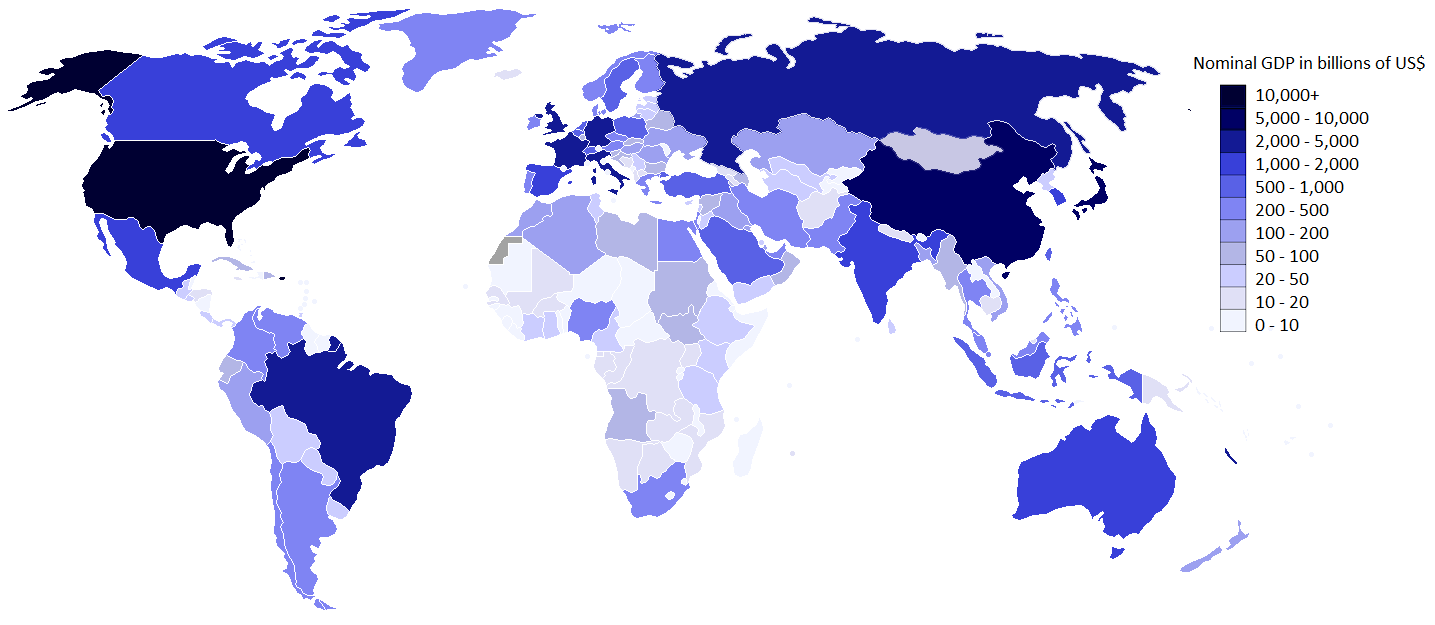
Các quốc gia theo GDP (danh nghĩa) 2009, theo thống kê của CIA Facebook.

Danh sách các quốc gia châu Âu theo GDP danh nghĩa năm 2009 được thống kê theo giá trị dollar Mỹ, bảng thống kê được cập nhật từ Quỹ tiền tệ Quốc tế IMF năm 2009, các quốc gia và vùng lãnh thổ không có số liệu từ IMF được bổ sung từ số liệu của Ngân hàng Thế giới WB, CIA Facbook và một số nguồn khác. Bảng thống kê ngoài 47 quốc gia độc lập, còn có mặt của các vùng lãnh thổ Guernsey, Jersey, Đảo Man, Gibraltar thuộc Anh. Các lãnh thổ Quần đảo Faroe thuộc Đan Mạch, Svalbard và Jan Mayen thuộc Na Uy cùng Kosovo và Transnistria.
| STT | Quốc gia và Vùng lãnh thổ               | GDP danh nghĩa (Triệu USD) | Tỉ lệ GDP (danh nghĩa) 2009 so với Việt Nam (%) |
| --- | --------------------------------------- | -------------------------- | ----------------------------------------------- |
| 1   | Đức                                     | 3.338.675                  | 3.583,65                                        |
| 2   | Pháp                                    | 2.656.378                  | 2.851,29                                        |
| 3   | Liên hiệp Vương quốc Anh và Bắc Ireland | 2.178.856                  | 2.338,73                                        |
| 4   | Italy                                   | 2.118.264                  | 2.273,69                                        |
| 5   | Tây Ban Nha                             | 1.467.889                  | 1.575,60                                        |
| 6   | Hà Lan                                  | 756.651                    | 812,17                                          |
| 7   | Bỉ                                      | 472.103                    | 506,74                                          |
| 8   | Ba Lan                                  | 430.736                    | 462,34                                          |
| 9   | Đan Mạch                                | 310.093                    | 332,85                                          |
| 10  | Phần Lan                                | 238.607                    | 256,12                                          |
| 11  | Na Uy                                   | 378.592                    | 406,37                                          |
| 12  | Thụy Điển                               | 406.072                    | 435,87                                          |
| 13  | Hy Lạp                                  | 330.780                    | 355,05                                          |
| 14  | Ireland                                 | 222.156                    | 238,46                                          |
| 15  | Iceland                                 | 12.138                     | 13,03                                           |
| 16  | Bồ Đào Nha                              | 233.478                    | 250.61                                          |
| 17  | Nga                                     | 1.231.892                  | 1.322,28                                        |
| 18  | Monaco                                  | 6.919                      | 7,43                                            |
| 19  | Luxembourg                              | 52.432                     | 56,28                                           |
| 20  | Liechtenstein                           | 5.028                      | 5,40                                            |
| 21  | San Marino                              | 1.900                      | 2,04                                            |
| 22  | Andorra                                 | 3.712                      | 3,98                                            |
| 23  | Belarus                                 | 48.975                     | 52,57                                           |
| 24  | Ukraine                                 | 117.404                    | 126,02                                          |
| 25  | Romania                                 | 161.521                    | 173,37                                          |
| 26  | Bulgaria                                | 47.101                     | 50,56                                           |
| 27  | Hungary                                 | 129.540                    | 139,05                                          |
| 28  | Croatia                                 | 67.695                     | 72,66                                           |
| 29  | Moldova                                 | 5.403                      | 5,80                                            |
| 30  | Cộng hòa Séc                            | 190.321                    | 204,29                                          |
| 31  | Slovakia                                | 88.210                     | 94,59                                           |
| 32  | Slovenia                                | 48.600                     | 52,17                                           |
| 33  | Bosnia và Herzegovina                   | 17.043                     | 18,29                                           |
| 34  | Cộng hòa Macedonia                      | 9,371                      | 10,06                                           |
| 35  | Montenegro                              | 4.152                      | 4,46                                            |
| 36  | Malta                                   | 8.008                      | 8,60                                            |
| 37  | Albania                                 | 12.224                     | 13,12                                           |
| 38  | Áo                                      | 382.073                    | 410,11                                          |
| 39  | Thụy Sĩ                                 | 491.923                    | 528,02                                          |
| 40  | Quần đảo Faroe                          | 1.000                      | 1,07                                            |
| 41  | Jersey                                  | 5.100                      | 5,47                                            |
| 42  | Estonia                                 | 19.305                     | 20,72                                           |
| 43  | Latvia                                  | 25.927                     | 27,83                                           |
| 44  | Lithuania                               | 37.118                     | 39,84                                           |
| 45  | Serbia                                  | 42.267                     | 45,37                                           |
| 46  | Svalbard and Jan Mayen                  |                            |                                                 |
| 47  | Gibraltar                               | 1.066                      | 1,14                                            |
| 48  | Kosovo                                  | 5.000                      | 5,37                                            |
| 49  | Transnistria                            |                            |                                                 |
| 50  | Vatican                                 |                            |                                                 |
| 51  | Guernsey                                |                            |                                                 |